# Diadochenfrieden
Mit dem Diadochenfrieden wurde im Jahr 311 v. Chr. der dritte Diadochenkrieg beendet und allgemein der Versuch unternommen, die seit 321 v. Chr. andauernden Kämpfe der Nachfolger (Diadochen) Alexanders des Großen untereinander zu beenden. Erstmals in der Geschichte der Antike sollte mit dem Diadochenfrieden eine für die Staatenwelt des gesamten östlichen Mittelmeerraums geltende Friedensordnung errichtet werden, der allerdings kein langer Bestand beschieden war. Stattdessen trug er zum Zerfall des Alexanderreichs und der Etablierung der Diadochenreiche bei.

## Hintergrund

### Die Diadochen
Seit dem Tod Alexanders im Jahr 323 v. Chr. befanden sich dessen Generäle, „Nachfolger“ (Diadochen) genannt, in einem unablässigen Kampf um die Vorherrschaft in dessen Weltreich. Seit 315 v. Chr. wurde der dritte Diadochenkrieg ausgetragen, in dem Antigonos Monophthalmos (Asien) gegen eine Koalition der letzten selbstständigen Diadochen Kassander (Makedonien), Ptolemaios (Ägypten) und Lysimachos (Thrakien) kämpfte. Antigonos beanspruchte die Nachfolge auf den Thron des gesamten Alexanderreichs, was von seinen Gegnern bestritten wurde, die eine Aufteilung des Reichs anstrebten.
Das alte makedonische Königshaus war seit dem Ende des zweiten Diadochenkriegs 316 v. Chr. faktisch entmachtet und stark dezimiert. Es lebten nur noch der minderjährige König Alexander IV. Aigos und seine Mutter Roxane, die von Kassander von der Öffentlichkeit streng abgeschottet ein Leben im Arrest in Amphipolis führten. Daneben lebte noch der Halbbruder des Königs, Herakles, der bis dahin kaum beachtet in Pergamon lebte, im Herrschaftsbereich des Antigonos.

### Die Freiheit der Griechen
Aufs engste verbunden mit den Kämpfen der Diadochen war die Frage nach der „Freiheit der Griechen“. Seit der Zeit König Philipps II. von Makedonien († 336 v. Chr.) befand sich die griechische Poleiswelt unter der ständigen Hegemonie Makedoniens, manifestiert im korinthischen Bund. Unter der Führung Athens hatten einige griechische Stadtstaaten nach dem Tod Alexanders den Versuch unternommen, diese Hegemonie abzuschütteln, waren im lamischen Krieg 322 v. Chr. aber unterlegen. Der damalige makedonische Machthaber Antipater installierte daraufhin Gefolgsmänner als Machthaber in den Poleis, denen er damit oligarchische (Phokion in Athen) oder gar tyrannische Staatsformen aufzwang, die folglich freiheitlich-demokratische Bestrebungen unterdrückten. 
Schon während des ersten Diadochenkriegs (321–320 v. Chr.) hatte der damalige Reichsregent Perdikkas die Proklamation zur „Freiheit der Griechen“ ausrufen lassen, in der er ihnen die Wiederherstellung demokratischer Verfassungen und die Befreiung von allen makedonischen Garnisonen versprach, wenn sie sich seinem Kampf gegen den mit ihm verfeindeten Antipater anschlössen. Perdikkas war im Krieg letztlich unterlegen und starb, seine Freiheitsproklamation avancierte allerdings zu einem beliebten propagandistischen Instrument in den folgenden Auseinandersetzungen als Rechtfertigung politischen oder militärischen Engagements in Griechenland. Der Tod Antipaters 319 v. Chr. führte zum zweiten Diadochenkrieg, weil sich dessen Sohn Kassander gegen die Nachfolge des Polyperchon als Reichsregent gestellt hatte. Weil die Machthaber der griechischen Städte dem dynastischen Prinzip folgten und sich für die Seite Kassanders entschieden, gab also Polyperchon einen Freiheitsaufruf aus, der kurzzeitig sogar zu einigen demokratischen Umstürzen führte. Aber letztlich konnte Kassander bis 316 v. Chr. den Krieg für sich entscheiden und die meisten griechischen Städte mittels eigener Gefolgsleute unter seiner Kontrolle halten (Demetrios von Phaleron in Athen).
Als Antigonos Monophthalmos 315 v. Chr. nach der Alleinherrschaft im Alexanderreich griff, fand er in Kassander einen seiner mächtigsten Gegner. Um ihn zu schwächen, folgte er dem Vorbild des Perdikkas und Polyperchon und gab noch während der Belagerung von Tyros ein Freiheitsdekret für die Griechen heraus. In den kommenden Kriegsjahren entsandte er mehrmals Truppenkontingente nach Griechenland zum Kampf gegen Kassander, vor allem 313 v. Chr. seine Neffen Telesphoros und Ptolemaios, die fast den gesamten Peloponnes von den Anhängern Kassanders befreien konnten. Unter dem Deckmantel des Schutzherrn des griechischen Demos war Antigonos freilich darauf bedacht, eine eigene Herrschaft in Griechenland zu errichten, in der er den Poleis allerdings eine weitreichendere politische Autonomie zugestand als Kassander zu geben bereit war. Ebenfalls im Jahr 313 v. Chr. hatte Antigonos die Ägäisinseln im Nesiotenbund zusammengeführt, dessen Hegemon er wurde.

## Die Vertragspartner und deren Motivation
Bis zum Jahr 311 v. Chr. hatten die Kämpfe des dritten Diadochenkriegs angedauert, ohne dass eine der beteiligten Seiten eine Entscheidung zu eigenen Gunsten erzielen konnte. Antigonos hatte seine Machtposition vor allem in Syrien und Phoinikien gegen Ptolemaios sowie in der Ägäis und einigen Teilen Griechenlands gegen Kassander ausbauen können. Schon im Verlauf der Kampfhandlungen hatte es diplomatische Versuche gegeben, den Krieg zu beenden. So hatte sich Antigonos im Herbst 313 v. Chr. zuerst am Ekrhegma des sirbonischen Sees mit Ptolemaios und im Frühjahr 312 v. Chr. am Hellespont mit Kassander und wahrscheinlich auch mit Lysimachos zu persönlichen Unterredungen getroffen, die allerdings ergebnislos verlaufen waren. Der einzige Kriegsherr, der von dem Krieg entscheidend profitieren konnte, war Seleukos, der mit der Hilfe des Ptolemaios nach der siegreichen Schlacht von Gaza (312 v. Chr.) die Kontrolle über Mesopotamien und Babylonien an sich bringen und so in die Riege der führenden Diadochen aufsteigen konnte. Dies geschah auf Kosten des Antigonos, der nun nicht mehr der alleinige Herr Asiens war, zu dem er sich einst mit seinem Sieg über Eumenes (316 v. Chr.) hatte aufschwingen können.
Doch letztlich hatte sich Antigonos als stark genug erwiesen, um sich der Koalition seiner Gegner erwehren zu können, zugleich aber war er nicht stark genug um diese aus ihren Machtstellungen verdrängen zu können. Seine überlegene militärische Stärke wurde dabei vor allem durch das Bestreiten eines Zweifrontenkrieges neutralisiert, mit seinen Gegnern Kassander und Ptolemaios in Griechenland und in Ägypten. Mit dem Aufstieg des Seleukos drohte ihm nun gar eine dritte Front in Asien zu erwachsen. Unter diesen Voraussetzungen war Antigonos 311 v. Chr. bereit, die von Kassander und Lysimachos dargebrachten Friedensangebote anzunehmen. Weil mit deren Ausscheiden aus dem Krieg Ptolemaios seine beiden wichtigsten Verbündeten verlor und damit drohte isoliert zu werden, tat er es ihnen kurzerhand gleich und suchte ebenfalls einen Frieden mit Antigonos zu finden. Die zwischen diesen vier Herrschern im Winter 311 v. Chr. getroffenen Vereinbarungen ergaben zusammengefasst den Diadochenfrieden.

## Verhandlungen
Die beiden wichtigsten Quellen zum Diadochenfrieden sind einerseits die Überlieferung des antiken Historikers Diodor, andererseits ein an die Bewohner von Skepsis (heute Kurşunlu Tepe in der Türkei) gerichteter Brief des Antigonos, der als Inschrift erhalten blieb, die von Walther Judeich entdeckt worden ist.
Während sich Diodor in seinem Bericht über den Vertrag sehr kurzgefasst hat und auf die Vorgänge zu seiner Entstehung nicht näher eingegangen ist, bietet der Antigonos-Brief, auch wenn er nicht vollständig erhalten ist, einige Details zum Zustandekommen des Vertrags. Demnach waren es Kassander und Lysimachos, die zuerst die diplomatische Initiative ergriffen haben und je einen Abgesandten, Prepelaos und Aristodemos, an den Hof von Antigonos gesandt haben. Mit ihnen wurde Antigonos über die (nicht näher genannten) Bedingungen für ein Waffenstillstand einig, der sogleich geschlossen wurde. 
Auf die Nachricht von diesem Friedensschluss reagierte Ptolemaios mit der Entsendung eines Unterhändlers an Antigonos, über den er seinen eigenen Friedenswillen bekundete, der die Bedingungen des vorangegangenen Vertrags beinhalten sollte. Antigonos bestand dabei auf die Aufnahme des mit ihm alliierten Polyperchon in den Vertrag, der auf dem Peloponnes herrschte, im Gegenzug akzeptierte er die ptolemäische Herrschaft über die Städte Libyens und Arabiens. Darauf wurden die Unterhändler, Aristodemos, Aischylos, und Hegesias, nach Ägypten entsandt, die bei Ptolemaios den Vertrag detailliert aushandelten. Anschließend erschien der ptolemäische Gesandte Aristobulos bei Antigonos zur Besiegelung des Vertrags.

## Vertragsbedingungen und deren Umsetzung
Die ausgehandelten Vertragsbedingungen sind einzig bei Diodor vollständig aufgelistet, der sie allerdings bis auf einen Punkt gänzlich unkommentiert lässt. Demnach erkannten Kassander, Ptolemaios, Lysimachos und Antigonos sich gegenseitig in den von ihnen gehaltenen Stellungen als Herrscher an, weiterhin sollte das Autonomierecht der Griechen respektiert werden. Auch wurde die von Kassander eingebrachte Bedingung angenommen, wonach dem jungen König Alexander IV. Aigos beim baldigen Erreichen des Mündigkeitsalters die volle Regierungsgewalt über das Reich seines Vaters, Alexanders des Großen, übergeben werden sollte. Über den Punkt zur Autonomie der Griechen liefert der Antigonos-Brief nähere Erkenntnisse.

### Anerkennung der Herrschaft
Der für die Vertragspartner wohl wichtigste Punkt war ihre gegenseitige Anerkennung ihrer Herrschaft in den von ihnen gehaltenen Machtstellungen, also Kassander in Makedonien, Lysimachos in Thrakien, Ptolemaios in Ägypten und Antigonos im asiatischen Teil des Alexanderreichs. Dieses gerade erst fünfzehn Jahre zuvor durch den Asienfeldzug Alexanders des Großen begründete Großreich fand mit dieser Klausel seine faktische staatsrechtliche Auflösung, da die vier Vertragspartner ihre Souveränität gegenseitig anerkannten, die sich beim Ausbruch des dritten Diadochenkriegs etabliert hatte und aufgrund der Pattsituation von keinem der Kriegsparteien mehr rückgängig gemacht werden konnte. Der seit 316 v. Chr. nominelle Regent des Alexanderreichs, Kassander, verzichtete auf seine Weisungsbefugnis über seine Herrscherkollegen, womit die einzige zentralstaatliche Institution, welche die Einheit des Reichs seit Alexanders Tod zu bewahren suchte, abgeschafft wurde.

### Das Königtum
Die Vorstellung von einer Einheit des Alexanderreichs lebte einzig noch in der Person des jungen Königs Alexander IV. Aigos fort, des Sohnes und Erben Alexanders des Großen. Die blutige Selbstzerfleischung der Königsfamilie während des zweiten Diadochenkrieges hatte dazu geführt, dass das Königtum als machtpolitische Größe faktisch ausgeschaltet wurde. Dazu kam die Unmündigkeit des überlebenden Königs und die asiatische Herkunft seiner Mutter Roxane, die deswegen über keinerlei Sympathien noch Autorität gegenüber der makedonischen Kriegerkaste verfügte. Mutter und Sohn wurden seit Jahren von Kassander von der Öffentlichkeit abgeschottet wie Gefangene behandelt, ohne dass irgendjemand daran Anstoß genommen hätte. Der König war für die Makedonen schon faktisch nicht mehr existent.
Geradezu konträr zu den vereinbarten Herrschaftsanerkennungen muss daher der gefasste Beschluss anmuten, König Alexander IV. Aigos beim Erreichen seiner nicht mehr allzu fernen Mündigkeit die vollständige Regierungsgewalt zu übertragen. Für die Diadochen hätte das die Aufgabe ihrer Machtstellungen bedeutet, die schon fast einen eigenstaatlichen Charakter angenommen hatten. Diodor berichtete dazu schließlich, dass Kassander einem seiner Offiziere den Auftrag zur Ermordung des Königs und dessen Mutter erteilte, die so beide in aller Stille beseitigt wurden. Die moderne Geschichtsforschung ist daher zu der Auffassung gelangt, dass die Absicht zur Übertragung der Herrschaft auf den König in der Tat nichts anderes als eine verdeckte Aufforderung der Vertragspartner an Kassander darstellte, sich dieses Problems anzunehmen. Später wurde auch Herakles unter ähnlichen Umständen beseitigt und das Geschlecht Alexanders gänzlich vernichtet.
Durch die Auslöschung des traditionellen makedonischen Königtums, kaum dass es wenige Jahre zuvor die Weltherrschaft erklommen hatte, sind die Diadochen selbst in eine weder im griechischen Okzident noch im asiatischen Orient bis dahin bekannte Form zur Legitimierung staatlicher Herrschaft gelangt. Die Grundlage ihrer Machtposition war ursprünglich das Königtum, als dessen Statthalter oder Militärbefehlshaber sie eigentlich amtierten, was durch sein Ende allerdings obsolet geworden war. Da keiner von ihnen nun selbst das Königsdiadem annahm blieben die von den Diadochen geschaffenen protostaatlichen Gebilde als Militärherrschaften zurück, deren Inhaber ihre Machtstellungen in erster Linie auf die Gefolgschaftstreue ihrer Krieger begründeten, die wiederum von ihren Fähigkeiten als Heerführer abhängig war. Auch hier wusste Diodor von dem Prinzip des „speergewonnenen Landes“ zu berichten, auf das die Diadochen ihre Herrschaft zu legitimieren wussten, was schlicht einem Eroberungsrecht gleichkam. Erst durch die Annahme des Königstitels wenige Jahre später und durch Anknüpfung an vorangegangene Herrschaftsstrukturen begannen die Diadochen und deren Nachkommen die Legitimationsgrundlagen ihrer Herrschaft zu erweitern.
Mit dem Ende des Königtums wurde der Gedanke an das vereinte Alexanderreich allerdings noch nicht zur Gänze aufgegeben. Vor allem Antigonos Monophthalmos verfolgte das Ziel zur Erlangung der Königsherrschaft in einem ungeteilten Reich weiter, ohne es aber, trotz der Annahme des Königstitels 306 v. Chr., je erlangen zu können. Erst sein Ende in der Schlacht von Ipsos 301 v. Chr. markierte das endgültige Ende des Alexanderreichs.

### Autonomie der Griechen
Wie Antigonos in seinem an die Skepsier gerichteten Brief darlegt, war es ihm bei den Friedensverhandlungen ein besonderes Anliegen, die von ihm propagierte „Freiheit der Griechen“ vertraglich fixieren zu lassen. Dazu sollten die griechischen Poleis direkt in das Vertragswerk des Diadochenfriedens eingebunden werden, indem die Vertreter einer jeden von ihnen eine festgelegte (nicht erhaltene) Eidesformel beschwören und damit dem Frieden über die Herrschaftsgebiete der Diadochen hinaus eine allgemeingültige staatsübergreifende Legitimation verleihen sollten. Antigonos hatte mittels Briefen wie den an Skepsis die griechischen Städte von den Vereinbarungen unterrichten und ihnen die Eidesformel zukommen lassen. Die Details zur Gestaltung dieser Autonomie sind aus den erhaltenen Abschnitten des Briefs nicht herauszulesen, Antigonos versicherte aber, dass der Vertrag die ihm wesentlichen Anliegen bezüglich der Griechen beinhalte und dass dieser sie untereinander verbinden und den Schutz ihrer Autonomie garantieren sollte. Nimmt man die antigonidische Freiheitsproklamation von Tyros aus dem Jahr 315 v. Chr. zum Maßstab, dann dürften diese Hauptanliegen nichts anderes als der Abzug aller makedonischen Garnisonen aus griechischen Städten und die Garantie zur Selbstbestimmung ihrer Regierungen ohne Eingriffe von außen beinhaltet haben.
In der Verwirklichung des Autonomierechts für die Griechen klafften Anspruch und Wirklichkeit tatsächlich weit auseinander. Wenn überhaupt, dann wurde lediglich jenen Städten ein gewisser Grad an Freiheit eingeräumt, die sich innerhalb des antigonidischen Einflussbereich befanden, also hauptsächlich die Städte an der kleinasiatischen Ägäisküste, auf den Inseln und dem Peloponnes. Dass Kassander überhaupt dazu bereit war, den Abzug der makedonischen Besatzungen zum Vertragsgegenstand zu machen, ist nahezu ausgeschlossen. Zu unsicher und fragil war die allgemeine politische Lage jener Zeit, als dass er bereitwillig seine Machtstellung in Griechenland aufgegeben hätte. Auch Diodor hat keine Truppenrückzüge aus Griechenland vermeldet. Beim Ausbruch des vierten Diadochenkrieges nur wenige Jahre später befanden sich noch immer eine große Anzahl von Städten unter der Kontrolle Kassanders, allen voran Athen.
Aber auch Antigonos selbst war nur dann dazu bereit den Griechen ihre Autonomie einzuräumen, solange sie dennoch seinen Interessen nachkamen oder sich zumindest neutral verhielten. Die Loyalität strategisch wichtiger Städte zu ihm sicherte er sich durch die Stellung von Geiseln. Städte, die sich ihm offen widersetzten, gleich ob sie sich auf die von ihm propagierten Rechte beriefen, bestrafte er gegebenenfalls mit militärischen Mitteln, wie beispielsweise die Belagerung von Rhodos (305–304 v. Chr.) veranschaulicht.

## Lebensdauer

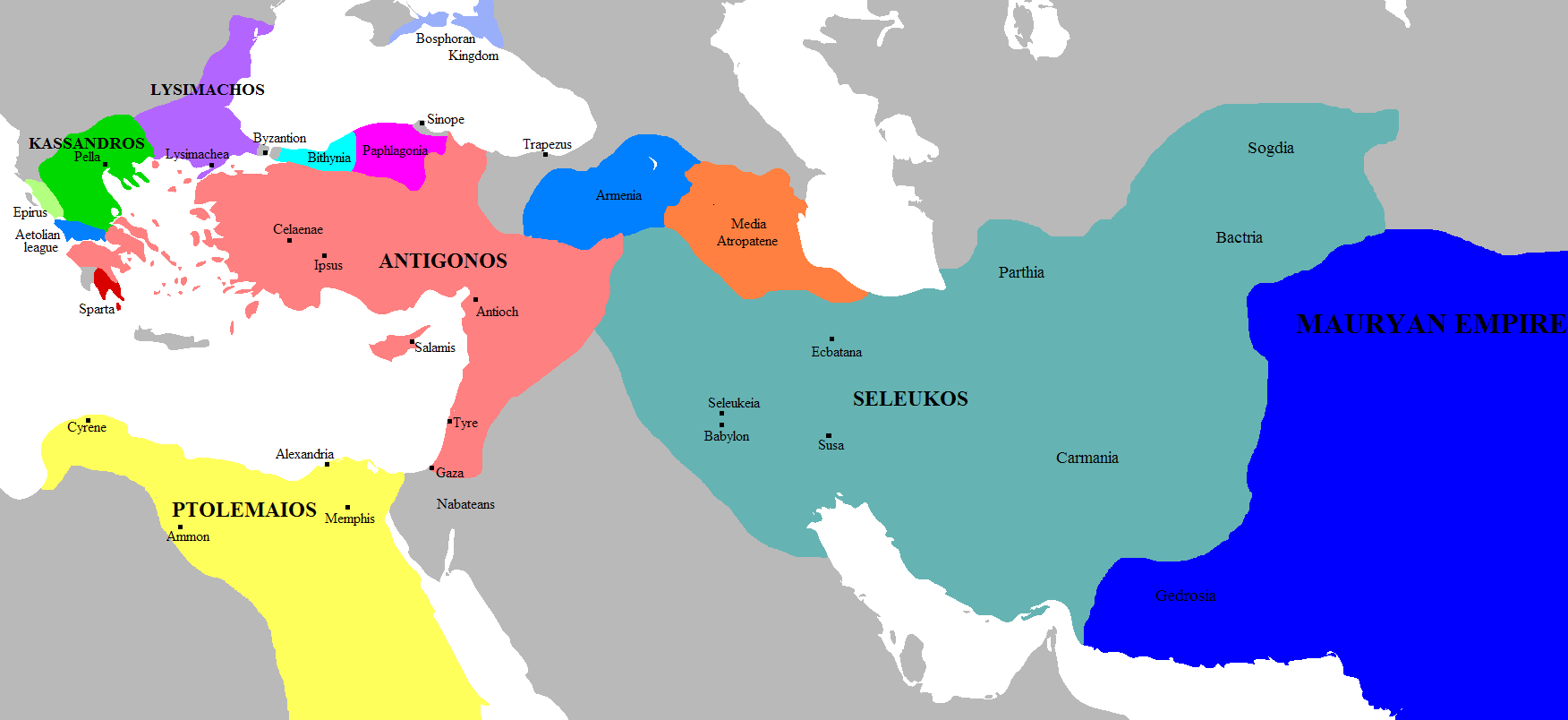
Die Diadochenreiche nach dem Diadochenfrieden und dem babylonischen Krieg.

Mit dem Diadochenfrieden wurde freilich keine allumfassende Friedensperiode erreicht, denn ein maßgebender Diadoche seiner Zeit war daran gar nicht beteiligt. Seleukos hatte in der Winterzeit 312 auf 311 v. Chr. Mesopotamien erobert und dieses Land anschließend gegen einen antigonidischen Gegenangriff verteidigt. Antigonos war nicht gewillt, diesen Verlust zu akzeptieren und einen weiteren Feind direkt in Asien heranwachsen zu lassen. Bemerkenswert dabei ist, dass Seleukos einst ein enger Vertrauter von Ptolemaios gewesen war und dessen Unterstützung maßgeblich die Inbesitznahme von Babylon zu verdanken hatte. Durch den Frieden von 311 v. Chr. wurde Seleukos aber von seinem Freund im Stich gelassen und musste nun allein gegen den ihm überlegenen Antigonos ankämpfen, was letztlich den Anfang der gegenseitigen Entfremdung von Ptolemäern und Seleukiden markierte, die ihre gesamte Geschichte über bestimmen sollte.
Durch den Frieden mit Kassander und Ptolemaios an seiner Westfront entlastet, konnte sich Antigonos nun ganz auf die Bekämpfung des Seleukos konzentrieren. Doch im sogenannten Babylonischen Krieg sollte es ihm nicht gelingen, seinen Widersacher zu vernichten oder die verlorenen Territorien zurückzugewinnen. Nachdem Antigonos am Ende gegen Seleukos militärisch unterlegen war, musste er ihn hingegen als neuen unabhängigen Machthaber östlich des Euphrat anerkennen und ihm die Hälfte seines Territoriums überlassen (siehe Karte).
Zu diesem nachteiligen Frieden mit Seleukos wurde Antigonos vor allem durch die Entwicklung im Westen gedrängt, denn der Diadochenfrieden hatte sich letztlich als kurzlebig erwiesen. Seit dem Jahr 309 v. Chr. hatte Ptolemaios von Ägypten mit seiner Flotte Präsenz in der Ägäis gezeigt und dort eigene Positionen zu gewinnen gesucht, was nur auf Kosten von Antigonos zu bewerkstelligen war. Kurz darauf brach die antigonidische Position in Griechenland augenblicklich zusammen, als der dortige Feldherr und Antigonos-Neffe, der ebenfalls Ptolemaios hieß, zu seinem ägyptischen Namensvetter übergelaufen war. Dieser fühlte sich nun stark genug, um den militärischen Schlagabtausch wiederaufzunehmen und griff das antigonidische Halikarnassos an, das allerdings erfolgreich von Demetrios Poliorketes verteidigt werden konnte. Dennoch bedeuteten diese Aktionen die Wiederaufnahme der Kriegshandlungen unter den Diadochen, deren nunmehr vierter Krieg begann, der in den Konstellationen des dritten geführt werden sollte, also Antigonos gegen alle anderen.

## Bedeutung
Der Diadochenfriede hatte eine vergleichsweise geringe Bedeutung innerhalb der politischen Entwicklungen, die der frühe Tod Alexanders des Großen ausgelöst hatte. Weder konnte er einen Frieden nach mehr als einem Jahrzehnt des Krieges etablieren noch die bis 311 v. Chr. eingetretenen Verhältnisse stabilisieren. Er verschaffte den Vertragspartnern und mit ihnen der östlichen Mittelmeerwelt lediglich eine kurze zweijährige Atempause, nach der sie sich wieder in den Krieg zu stürzen begannen. 
Dementsprechend kurz hatte sich Diodor in seiner Universalgeschichte mit dem Friedenswerk auseinandergesetzt und mit ihm die aus seiner Sicht einzig relevante Folgewirkung verbunden, nämlich den Untergang des Geschlechts Alexanders des Großen. Die historische Bedeutung des Diadochenfriedens liegt in dem in ihm erstmals und einmalig schriftlich bekundeten Willen fast aller Vertragspartner, das Alexanderreich unter sich zu teilen und damit ein auf seinen Überresten ruhendes Staatensystem im östlichen Mittelmeerraum zu begründen. Insgesamt wurde dieses Ziel mit der Etablierung der sogenannten Diadochenreiche erreicht, auch wenn mit Antigonos Monophthalmos einer der Vertragspartner glaubte, stark genug zu sein, um die sich abzeichnende Entwicklung umkehren und das Alexanderreich wiederherstellen zu können. Mit seinem Ende bei Ipsos 301 v. Chr. war es dann auch endgültig Geschichte.